# Modelos y teorías de la enfermería
Los modelos y teorías de la pretenden describir,establecer y examinar los fenómenos que conforman la práctica de la enfermería general.
Se asume por la disciplina que para poder determinar que existe una teoría enfermera esta debe contener los elementos del metaparadigma de enfermería.
Cada disciplina hace suyos los términos relacionados con la teoría y su desarrollo con el fin de dotarla de un cuerpo de conocimientos que le permitan orientar el ejercicio de la disciplina. En la enfermería se contemplan los siguientes términos:
- Filosofía.
- Ciencia. Es tanto un cuerpo de conocimientos propios de una disciplina como las habilidades y metodología que hacen progresar dicha disciplina.
- Conocimiento. Es la percepción de la realidad que adquirimos por el aprendizaje y la investigación.
- Teoría. Consiste en un conjunto de conceptos, definiciones y proposiciones que nos permiten una visión sistemática de los fenómenos, estableciendo para ello las relaciones específicas entre los conceptos a fin de escribir, explicar, predecir y/o controlar dichos fenómenos. La utilidad de la teoría para la enfermería radica en que le permite aumentar los conocimientos sobre su propia disciplina, al utilizar de manera sistemática un método de trabajo.
- Modelo. Se trata de la representación simbólica de la realidad. Los modelos se desarrollan usando conceptos relacionados que aún no han progresado hacia una teoría. El modelo sirve como base en el desarrollo de una teoría. Los modelos de enfermería son, pues, representaciones de la realidad de la práctica de enfermería. Representan los factores implicados y la relación que guardan entre sí.

## Modelos conceptuales
La enfermería como profesión existe desde que Florence Nightingale, a mediados del siglo XIX, expresó la firme convicción de que la enfermería requería un conocimiento diferente al conocimiento médico. Describió lo que para ella era la función propia de enfermería: poner al paciente en las mejores condiciones para que la Naturaleza actúe sobre él; definió los conceptos de salud y enfermedad en relación con la enfermería, el objetivo de los cuidados de enfermería y su praxis.
Es a partir de la década de los años 50 del siglo XX cuando los profesionales de enfermería comienzan a desarrollar los modelos conceptuales. Estos pueden clasificarse según su centro de interés principal. Representan diferentes puntos de vista y explicaciones sobre la naturaleza de los objetivos y los métodos de enfermería, porque parten de teorías distintas sobre las personas. Se pueden hacer tres tipos de planteamientos para desarrollar la teoría de enfermería:
- Usar el marco conceptual de otras disciplinas aplicándolo a la enfermería. Pero hay teorías difícilmente aplicables a la enfermería.
- Usar un planteamiento inductivo, es decir, a través de la observación llegar a teorías que expliquen los temas importantes de la enfermería.
- Usar un planteamiento deductivo. Buscar la compatibilidad de una teoría general de enfermería con varios aspectos de ella.

Un modelo conceptual:
1. Genera conocimientos que facilitan mejorar la práctica.
2. Organiza la información en sistemas lógicos.
3. Descubre lagunas de conocimientos en el campo específico del estudio.
4. Descubre el fundamento para la recogida de datos, fiable y veraz, sobre el estado de salud de los clientes, los cuales son esenciales para que la decisión y su cumplimiento sean efectivos.
5. Aporta una medida para evaluar la efectividad de los cuidados de enfermería.
6. Desarrolla una manera organizada de estudiar la enfermería.
7. Guía la investigación en la enfermería para ampliar los conocimientos de la misma.

La implantación de un marco o modelo conceptual es una forma de enfocar una disciplina de manera inequívoca, que incluye un lenguaje común comunicable a otros. La diferencia entre modelo conceptual y teoría es el nivel de abstracción. Un modelo conceptual es un sistema abstracto de conceptos relacionados entre sí. Una teoría está basada en un modelo conceptual, pero está más limitada en el ámbito, contiene más conceptos concretos con definiciones y explicaciones detalladas de las premisas o hipótesis.
Todavía se siguen desarrollando las teorías de enfermería, y cada una recibe el nombre de la persona o grupo que la han desarrollado, reflejando sus ideas.

## Tipos de modelos
Cada autor agrupa los modelos de acuerdo a su propio criterio. Suele basarse en el rol que la enfermería desempeña a la hora de prestar cuidados. Así, podemos dividirlos en:
- Modelos naturalistas.
- Modelos de suplencia o ayuda.
- Modelos de interrelación.

### Modelos naturalistas
Su principal representante es Florence Nightingale. En 1859 trata de la naturaleza de los cuidados de enfermería en su libro Notas sobre enfermería (Notes on nursing); «Se tiene la tendencia a creer que la medicina cura.- Nada es menos cierto, la medicina es la cirugía de las funciones como la verdadera cirugía es la cirugía de los órganos, ni una ni la otra curan, sólo la naturaleza puede curar. - Lo que hacen los cuidados de enfermería en los dos casos es poner al enfermo en su obra».
Mantener al paciente en las mejores condiciones (ventilación, luz, calor, limpieza, tranquilidad y dietas).
Ya que la naturaleza hara la función de mejorar al paciente.
Florence Nightingale ya había comprendido la necesidad de tener un esquema de referencia, un cuadro conceptual. Desde este primer intento de conceptualización, hasta que de nuevo formalmente se hace esta pregunta, transcurre casi un siglo. Es el más sencillo de todos los modelos.

### Modelos de suplencia o ayuda
El rol de enfermería consiste en suplir o ayudar a realizar las acciones que la persona no puede llevar a cabo en un momento de su vida, acciones que preservan la vida, fomentando ambas el autocuidado por parte de la persona.
Las dos representantes más importantes de esta tendencia son Virginia Henderson y Dorothea Orem.

### Modelos de interrelación
En estos modelos el rol de  la enfermera consiste en fomentar la adaptación de la persona en un entorno cambiante, fomentando la relación bien sea interpersonal (enfermero-paciente) o las relaciones del paciente con su ambiente.
Los modelos más representativos son los de Hildegarde Peplau, Callista Roy, Martha E. Rogers, Myra Levine y Marjory Gordon

## Modelo De Virginia Henderson

### Bases teóricas
- Es un modelo de suplencia o ayuda.
- Parte del concepto de las necesidades humanas de Maslow.

### Presunciones y valores
El ser un humano es un ser biopsicosocial con necesidades que trata de cubrir de forma independiente según sus hábitos, cultura, etc. El ser humano cuenta con 14 necesidades básicas:
Respirar, comer y beber, evacuar, moverse y mantener la postura, dormir y descansar, vestirse y desnudarse, mantener la temperatura corporal, mantenerse limpio, evitar los peligros, comunicarse, ofrecer culto, trabajar, jugar y aprender.
La salud es la habilidad que tiene la persona para llevar a cabo todas aquellas actividades que le permitan mantener satisfechas las necesidades básicas.
Necesidad es un requisito fundamental que toda persona debe satisfacer para mantener su equilibrio y estabilidad; de tal manera, que si uno de estos requisitos no existe, se produce un problema que hace que la persona no se mantenga en el estado de salud dentro de los límites, que en biología, se consideran normales. La necesidad no satisfecha se expresa en una serie de manifestaciones, las cuales se pueden representar de diferentes formas para cada una de las necesidades. Cuando una necesidad no está satisfecha, la persona deja de ser un todo completo, pasando a ser dependiente para realizar los componentes de las 14 necesidades básicas.
Independencia será, por tanto, la satisfacción de las 14 necesidades básicas.alterada por factores que Henderson denomina permanentes (edad, nivel de inteligencia, medio sociocultural, capacidad física) y variables o patológicos.

### Funciones de enfermería
Las funciones de enfermería en el modelo de Virgina Henderson son atender a la persona sana o enferma en la ejecución de aquellas actividades que contribuyan a la salud, a su restablecimiento, o a evitarle sufrimientos en la hora de la muerte, actividades que él realizaría si tuviera la fuerza, voluntad y conocimientos necesarios.
La función de enfermería es la de:
Sustituta: reemplaza lo que le falta al paciente
Ayudante:: cuidado clínico
Compañera: fomenta la relación terapéutica

### Objetivo
El objetivo para Henderson es que el ser humano sea independiente lo antes posible.

### Cuidados de enfermería
No son otros que los fundamentos que componen los cuidados enfermeros, actividades que ayudan a cubrir a través de un plan de cuidados las deficiencias o necesidades detectadas en materia de salud.
Cuando de servicios de salud se trata, el enfermero suele intervenir proporcionando asistencia directa a enfermos, personas accidentadas y adultos en edad avanzada. Para ello, inyecta soluciones, aplica sueros, realiza transfusiones y traslada a los pacientes en silla de ruedas o camilla . Cuando se requiere, baña y viste al paciente, lo ayuda a caminar, cambia la ropa de cama y, en su caso, lo apoya en la ingesta de alimentos.
Es común que el enfermero oriente a los pacientes y sus familiares respecto de las normas dietéticas y de higiene que deben seguir acorde a las instrucciones de los médicos. También 
El ser humano deberá ser visto desde una perspectiva biopsicosocial, espiritual y holística, diferente en sus sentimientos y emociones.
La sobrecarga de trabajo en las unidades hospitalarias hace cada vez más difícil este cuidado como tal.
Recordemos que quienes ofrecemos nuestros servicios enfermería no emitimos juicios de valor, empatizamos. y acompañamos hasta el último aliento.

### Metodología de los cuidados
Consiste en un plan de cuidados: proceso de resolución de problemas.
El ser humano deberá ser visto desde una perspectiva biopsicosocial, espiritual y holística, diferente en sus sentimientos y emociones.
La sobrecarga de trabajo en las unidades hospitalarias hace cada vez más difícil este cuidado como tal.
recordemos que quienes ofrecemos nuestros servicios enfermería no emitimos juicios de valor, empalizamos y acompañamos hasta el último aliento.
DIAGNÓSTICO
Para Virginia Henderson un diagnóstico de enfermería es un problema de dependencia que tiene una causa que las enfermeras pueden tratar para conseguir aunque sea una milésima de independencia. 
Una enfermera puede diagnosticar o emitir un dictamen sobre las necesidades alteradas que tienen las personas a las que atiende. 
El diagnóstico comprende varias acciones:

Análisis de datos, identificación de los problemas de enfermería,  formulación de diagnósticos de enfermería, identificación de los problemas interdependientes.
- Análisis de datos.

Después de ser clasificados en manifestaciones de independencia y de dependencia y en fuentes de dificultad, los datos son comparados entre ellos. 
Las manifestaciones de dependencia y las fuentes de dificultad son tenidas en cuenta, porque requieren intervenciones por parte de la enfermera aquí y ahora. Hay que separar lo que la enfermera puede resolver con su función autónoma y lo que no puede resolver.
- A partir de estas manifestaciones de dependencia se propone el diagnóstico de enfermería.

- Valorar como incide el problema en la satisfacción de las 14 necesidades fundamentales.

## Modelo de Dorothea Orem

### Bases teóricas
- Es un modelo de suplencia o ayuda.
- Teoría de las necesidades humanas de Maslow.
- Teoría general de sistemas.

### Presunciones y valores
Para Dorothea Orem el ser humano es un organismo biológico, psicológico, y en interacción con su medio, al que está sometido. Tiene la capacidad de crear, comunicar y realizar actividades beneficiosas para sí y para los demás.
La salud es un estado que significa integridad estructural y funcional que se consigue por medio de acciones universales llamadas autocuidados.
El autocuidado es una necesidad humana que constituye toda acción que el ser humano realiza a través de sus valores, creencias, etc. con el fin de mantener la vida, la salud y el bienestar. Son acciones deliberadas que requieren de aprendizaje. Cuando la persona no puede por sí misma llevar a cabo estas acciones bien por limitación o por incapacidad se produce una situación de dependencia de los autocuidados.
Hay tres tipos de autocuidados:
- Los derivados de las necesidades fundamentales que tiene cada individuo: comer, beber, respirar,...
- Los derivados de las necesidades específicas que se plantea en determinados momentos del desarrollo vital: niñez, adolescencia,...
- Los derivados de desviaciones del estado de salud.

### Funciones de enfermería
En el modelo de Orem consiste en actuar de modo complementario con las personas, familias y comunidades en la realización de los autocuidados, cuando está alterado el equilibrio entre las habilidades de cuidarse y las necesidades del autocuidado. Los motivos del desequilibrio serán una enfermedad o lesión que requieran unas necesidades adicionales de autocuidado (debidos a la desviación de salud).

### Objetivo
El objetivo de este modelo es ayudar al individuo a llevar a cabo y mantener por sí mismo acciones de autocuidado para conservar la salud y la vida, recuperarse de la enfermedad y/o afrontar las consecuencias de dicha enfermedad.

### Cuidados de enfermería
Constituyen la forma de ayudar a las personas cuando presentan limitaciones y/o incapacidades en la realización de las actividades de los autocuidados.
Hay tres tipos de asistencia:
- El sistema de compensación total: cuando el individuo no puede realizar ninguna actividad de autocuidado. Implica una dependencia total.
- El sistema de compensación parcial: cuando el individuo presenta algunas necesidades de autocuidado por parte del enfermero, bien por motivos de limitación o incapacidad.
- El sistema de apoyo educativo: cuando el individuo necesita orientación y enseñanza para llevar a cabo los autocuidados.

### Metodología de los cuidados
- Plan de cuidados.

## Otros modelos

### Modelo de Peplau
Modelo establecido por la enfermera Hildegard Peplau.

#### Bases teóricas
- Modelo de interrelación.
- Teoría psicoanalítica.
- Teoría de las necesidades humanas.
- Concepto de motivación.
- Concepto de desarrollo personal.

#### Presunciones y valores
El ser humano es un organismo que vive en un equilibrio inestable, con capacidad para aprender y desarrollar aptitudes para solucionar problemas y adaptarse a las tensiones creadas por sus necesidades.
La salud implica el avance de la personalidad y demás procesos humanos que hacen sentirse útil.
El enfermero, a través de su personalidad, guía los resultados de aprendizaje durante el período en que se prestan los cuidados. Este proceso interpersonal es un instrumento educativo, una fuerza que ayuda a madurar y que se propone facilitar una vida en toda su plenitud.
Estas relaciones se establecen durante las fases que atraviesa la persona en el proceso de su enfermedad o necesidad de ayuda.
Estas fases son: orientación, identificación, aprovechamiento y resolución; en cada una de ellas la persona y la enfermería actúan de manera coordinada.
- Fase de orientación. El paciente intenta clarificar sus dificultades y la amplitud de las necesidades de ayuda. El enfermero valora la situación de la persona.
- Fase de identificación. El paciente clarifica su situación, identifica la necesidad de ayuda y responde a las personas que le ofrecen ayuda. El enfermero hace el diagnóstico de la situación y formula el plan de cuidados.
- Fase de aprovechamiento. El paciente hace uso de los servicios de enfermería y obtiene el máximo provecho de ellos. El enfermero aplica el plan de cuidados, con lo que la ayuda a la persona y a sí misma a crecer hacia la madurez.
- Fase de resolución. El paciente reasume su independencia. El enfermero evalúa el crecimiento que se ha producido entre ambos.

#### Funciones de enfermería
En el modelo de Hildegarde Peplau consisten en ayudar al ser humano a madurar personalmente facilitándole una vida creativa, constructiva y productiva.

#### Objetivo
En este modelo el objetivo es que el ser humano alcance el máximo grado de desarrollo personal.

#### Metodología de los cuidados
- Proceso de atención de enfermería.

### Modelo de Callista Roy
- Teoría de la adaptación

#### Presunciones y valores
El ser humano es un ser biopsicosocial en interacción constante con el entorno. Esta interacción se lleva a cabo por medio de la adaptación que, para Roy, consiste en la adaptación de las 4 esferas de la vida:
- Área fisiológica. Circulación, temperatura, oxígeno, líquidos, sueño, actividad, alimentación y eliminación.
- Área de autoimagen. La imagen que uno tiene de sí mismo.
- Área de dominio del rol. Los diferentes papeles que un ser humano cumple a lo largo de su vida.
- Área de interdependencia. Interacciones positivas con su entorno, en este caso, las personas con las que intercambia influencias que le procuran un equilibrio de su autoimagen y dominio de roles.

El ser humano, a su vez, se halla en un determinado punto de lo que denomina el «continuum» (o trayectoria) salud-enfermedad. Este punto puede estar más cercano a la salud o a la enfermedad en virtud de la capacidad de cada individuo para responder a los estímulos que recibe de su entorno. Si responde positivamente, adaptándose, se acercará al estado de salud, en caso contrario, enfermará.
La salud es un estado y un proceso de ser y llega a ser integrado y global. Esta se puede ver modificada por los estímulos del medio, que para Callista son:
- Estímulos focales. Cambios precipitados a los que se ha de hacer frente. Por ejemplo, un proceso gripal.
- Estímulos contextuales. Todos aquellos que están presentes en el proceso. Por ejemplo, temperatura ambiente,...
- Estímulos residuales. Son los valores y creencias procedentes de experiencias pasadas, que pueden tener influencia en la situación presente. Por ejemplo, abrigo, tratamientos caseros...

#### Funciones de enfermería
Para Callista Roy son promover las acciones que hagan posible la adaptación del ser humano en las 4 esferas, tanto en la salud como en la enfermedad, a través del cuerpo de los conocimientos científicos de la enfermería.

#### Objetivo
El objetivo es que el individuo alcance su máximo nivel de adaptación.

#### Metodología de los cuidados
- Proceso de atención de enfermería.

### Modelo de Martha Rogers

#### Bases teóricas
- Modelo de interrelación.
- Teoría general de sistemas.
- Teoría evolucionista.

#### Presunciones y valores
El ser humano es un todo unificado en constante relación con su entorno, con el que intercambia materia y energía; y que se diferencia del resto de los seres vivos por su capacidad de cambiar este entorno y de hacer elecciones que le permitan desarrollarse como persona.
Para Rogers, el ser humano es un campo energético en interacción con otro campo energético: el entorno. Esto se evidencia en los principios de la termodinámica, sobre los que se fundamenta su marco teórico. El flujo constante de ondas entre las personas y el entorno son las bases de las actividades de enfermería. La vida es un flujo de experiencias. Estar vivo es hacerse irreversiblemente más complejo, diverso y diferenciado —nada vuelve a ser lo que ha sido—. La capacidad de hacer, describe la forma en que los seres interactúan con su entorno para actualizar sus potenciales que le permiten desarrollarse y 
participar, por lo tanto, en la creación de la realidad humana y ambiental.
La salud es el mantenimiento armónico constante del ser humano con su entorno. Si la armonía se rompe desaparecen la salud y el bienestar.

#### Funciones de enfermería
En este modelo consiste en que el individuo alcance su máximo potencial de salud.

#### Metodología de los cuidados
- Proceso de atención de enfermería.